# Prebiotikum
Prebiotikum je nestravitelná složka potravin, která podporuje růst nebo aktivitu střevní mikroflóry a zlepšuje tak zdravotní stav konzumenta.
Zpravidla se jedná o těžko stravitelné nebo nestravitelné oligosacharidy. Ty se v tlustém střevě stávají substrátem pro některé žádoucí bifidobakterie, které je prokvašují (hlavními odpadními produkty jsou kyselina máselná, propionová či octová). Je důležité vybrat takové oligosacharidy, které nezpůsobují výraznější nadýmání či ještě výraznější trávicí problémy, což vyřazuje mnoho druhů oligosacharidů, zejména obsažených v luštěninách (např. rafinózu, stachyózu a další). V Japonsku se objevují prebiotické potraviny na bázi rafinózou mírně obohacených nealkoholických nápojů, ale jde o ojedinělou a místně specifickou záležitost.

## Běžně používaná prebiotika

### Přirozená
Prebiotické potraviny se obohacují oligosacharidy přirozenými a syntetizovanými. Za nejvýznamnější přirozené prebiotikum je považován oligosacharid inulin (uvádí se nepřesně i jako polysacharid – vyskytuje se jako směs různě dlouhých řetězců (oligomerů), tvořených 2–65 molekulami fruktózy, z nichž občas některá je nahrazena molekulou glukózy). Velký podíl inulinu se nachází v kořenu čekanky, hlízách topinambury, hlízách jakonu, česneku, póru a v cibuli. Především čekanka a topinambur slouží jako surovina k přípravě sirupu bohatého na inulin, který se přidává do některých mléčných výrobků (zejména jogurtů), nealkoholických nápojů, marmelád aj.

### Syntetická
Syntetické prebiotické oligosacharidy a jejich deriváty se připravují oligomerací sacharózy nebo laktózy, či chemickou úpravou inulinu či škrobu. Jsou tedy velice podobné přirozeným, od kterých se liší ani ne tak strukturou, jako spíše způsobem vzniku. Jedná se např. o laktulózu (oligosacharid na bázi laktózy a fruktózy) a oligosacharidy na bázi laktózy a galaktózy, případně o látky chemicky odlišné od běžných sacharidů, jako jsou alkoholické cukry, např. maltitol a laktitol.
Doporučovaný denní příjem prebiotik je 0,3 g na kg hmotnosti u mužů a 0,4 g/kg u žen.

## Pozitivní účinky prebiotik
- příznivý vliv na mikroflóru tlustého střeva
- snížení energetického příjmu z potraviny
- zvětšení objemu stolice a potlačení zácpy

Spekuluje se i o dalších pozitivních účincích:
- prevence a zeslabení střevních infekcí a průjmů
- posílení imunity
- prevence rakoviny tlustého střeva a konečníku
- snížení hladiny cholesterolu v krvi
- prevence osteoporózy